# Contea di Marinette
La contea di Marinette (in inglese, Marinette County) è una contea dello Stato del Wisconsin, negli Stati Uniti. La popolazione al censimento del 2000 era di 43 384 abitanti. Il capoluogo di contea è Marinette.